# McClure Place
McClure Place – obszar niemunicypalny w Mendocino County, w Kalifornii (Stany Zjednoczone), na wysokości 632 m.